# 鸿广区
鸿广区（越南语：／），是越南民主共和国時期的省级政区单位，区莅设在鸿基市社。

## 地理
鸿广区东临北部湾，北接海宁省、北江省，西接海阳省，南接建安省和海防市。

## 历史
1955年2月22日，鸿基特区和广安省合并为鸿广区，由中央政府直辖。鸿广区包括广安省和鸿基特区两个部分。鸿基特区下辖鸿基市社、锦普市社2市社和锦普县、横蒲县2县，广安省下辖广安市社、葛婆市社2市社和葛海县、东潮县、水源县、安兴县4县。
1956年2月11日，水源县划归建安省管辖。
1956年6月5日，葛婆市社和葛海县划归海防市管辖。
1958年6月17日，横蒲县1社划归鸿基市社管辖。
1959年1月28日，东潮县划归海阳省管辖。
1961年10月27日，海阳省东潮县重新划归鸿广区管辖。次日，东潮县和安兴县析置汪秘市社。
1963年时，鸿广区下辖鸿基市社、锦普市社、汪秘市社、广安市社4市社和锦普县、东潮县、横蒲县、安兴县4县。
1963年10月30日，鸿广区和海宁省合并为广宁省。广安市社并入安兴县。